# Antelope House
Antelope House est une structure troglodytique du comté d'Apache, dans l'Arizona, aux États-Unis. Elle est protégée au sein du monument national du Canyon de Chelly.